# Taba Tengah (Bang Haji)
Taba Tengah is een bestuurslaag in het regentschap Bengkulu Tengah van de provincie Bengkulu, Indonesië. Taba Tengah telt 340 inwoners (volkstelling 2010).